# Niels Kaj Jerne
Niels Kaj Jerne (Londres, Anglaterra 1911 - Gard, França 1994) fou un metge danès guardonat amb el Premi Nobel de Medicina o Fisiologia l'any 1984.

## Biografia
Va néixer el 23 de desembre de 1911 a la ciutat de Londres en una família d'ascendència danesa de l'illa de Fanø. Durant la Primera Guerra Mundial els seus pares es traslladaren als Països Baixos, establint-se a la ciutat de Rotterdam. Va iniciar els seus estudis de física a la Universitat de Leiden, però els finalitzà a la Universitat de Copenhaguen, on es graduà el 1951.
Posteriroment treballà alternativament a Dinamarca, Suïssa, Estats Units, sent investigador a l'Institut Nacional Danès del Sèrum entre 1943 i 1956, director de la secció d'immunologia de l'Organització Mundial de la Salut (OMS) a Ginebra entre 1956 i 1962, professor de microbiologia de la Universitat de Pittsuburg fins al 1966, i novament membre de la divisió d'immunologia de l'OMS fins al 1966.
Després d'una breu estada a la Universitat Johann Wolfgang Goethe de Frankfurt del Main, el 1969 fou nomenat director de l'Institut d'Immunologia de Basilea, càrrec que ocupà fins al 1980. Morí el 7 d'octubre de 1994 a la ciutat de Gard, situada al departament francès del Llenguadoc-Rosselló.

## Recerca científica
Especialista en immunologia els seus estudis sobre l'especificitat del desenvolupament i control dels sistema immunitari el va conduir a descobrir el principi actiu de la producció d'anticossos monoclonals. L'any 1984 fou guardonat amb el Premi Nobel de Medicina o Fisiologia, juntament amb César Milstein i Georges J. F. Köhler, pels seus treballs referents a l'especificitat en el desenvolupament i control del sistema immunitari i la producció d'anticossos monoclonals.

## Reconeixements
En honor seu s'anomenà l'asteroide (11774) Jerne descobert el 17 d'octubre de 1977 per C. J. van Houten, I. van Houten-Groeneveld i Tom Gehrels.